# 冨田敏男
冨田 敏男（とみた としお、1965年10月22日 - ）とは、地方競馬の浦和競馬場所属の調教師である。埼玉県出身。冨田藤男元調教師は実父。

## 来歴
2011年5月24日平成23年度第1回調教師免許試験に合格し、同年6月1日付けで調教師免許取得。同年7月21日付けで厩舎開業。当初割当は10馬房。
同年8月5日第4回浦和競馬1日目第6競走C2四組条件戦に和田譲治騎乗ケイアイグロリアが出走し、管理馬初出走初勝利をあげた（11頭立て5番人気）。
地方通算成績は2戦1勝・2着0回・3着0回・勝率50.0%・連対率50.0%（2011年8月6日現在）